# Rare
Rare是一家位于英格兰莱斯特郡特怀克洛斯镇的电子游戏开发商。 Rare由Ultimate Play the Game工作室的联合创办人斯坦珀兄弟在1985年创立。在创建初期，Rare主要为FC游戏机制作游戏，并创造了例如《巫师与武士》、《战斗蛙》、《R.C. Pro-Am》等名作。在1994年，Rare被任天堂招至麾下成为了任天堂开发商中的一员。此后Rare在任天堂平台推出的游戏作品迎来了商业和口碑上的双丰收，例如《大金刚国度》系列、《杀手本能》系列、《黄金眼007》、《迪迪刚赛车》、《班卓熊大冒险》、《完美黑暗》、《松鼠庫克》以及《星际火狐大冒险》等。
2002年9月24日，微软宣布以3.75亿美元收购Rare。 这意味着Rare成为了微软旗下Xbox遊戲工作室（原微软游戏工作室）的一员，并将专注为微软的游戏平台开发游戏作品。Rare在Xbox平台上推出了《凯蜜欧传说：力量元素》并在Xbox 360平台上推出了面对低龄向的《宝贝万岁》系列以及为Kinect外设制作的专用游戏《Kinect运动大会》系列。
虽然被微软收购后的Rare已经完全脱离了任天堂，但是在Game Boy Advance和任天堂DS等掌机平台上，Rare通过THQ发布了若干款游戏，而2007年在任天堂DS發行的《迪迪剛賽車DS》是最後一款由任天堂發行的遊戲（由於微軟從未加入掌上遊戲機市場，加上任天堂擁有《迪迪剛賽車》遊戲代碼的版權，因此允許Rare與任天堂合作開發該遊戲，此前Rare已經將《大金刚国度》系列頭三作遊戲移植至Game Boy Advance）。
2007年1月2日，Rare的联合创始人斯坦珀兄弟宣布离开Rare去“追寻其他的机遇”。 现Rare的创意总监为曾在Midway、育碧、世嘉等游戏公司效力过的西蒙·伍德罗夫。

## 公司历史

### 创建及早期（1985-1993）
Rare由英国的软件公司Ashby Computers & Graphics Ltd.演变而来（更为人熟知的是其商品名：Ultimate Play the Game），由前街机游戏开发者提姆·斯坦珀与克里斯·斯坦珀创建。 由于不满意他们在早期8位元个人家用电脑，例如Sinclair ZX Spectrum上的表现，斯坦珀兄弟将目光转到了开发在日本以外发售的FC游戏机游戏。与此同时，他们将Ultimate Play the Game的部分作品卖给了英国游戏发行商U.S. Gold；并于1985年，在Ashby Computers & Graphics Ltd.内部建立了一个子部门，这就是Rare Ltd. 
建立Rare最初的目的是通过逆向工程和检索当时已有的FC游戏的代码来更深入地了解FC游戏机的工作原理和编程，其结果是令人满意的；Rare将他们的技术演示带到了任天堂总部所在的日本京都，并交给了当时美国任天堂主席荒川实，他对于这家英国公司的演示表示惊喜，而任天堂官方也将Rare加入到任天堂许可开发商的名单中。于是在1986年，公司将Ultimate的品牌完全卖给了U.S. Gold，并在同年宣布停止为ZX Spectrum制作游戏。在说服任天堂允许他们为任天堂的游戏平台开发游戏后，Rare于1986年在任天堂的街机筐体Nintendo VS. System上推出了他们（为任天堂硬件平台）的第一款游戏《Slalom》。《Slalom》是一款滑雪主题的运动类街机游戏，玩家需要用像滑雪杖一样的操纵杆进行游戏，本作于1987年在欧美地区发售了NES（海外版FC）版本的游戏。
在接下来的四年中，Rare不仅为NES平台制作了超过40款的游戏，还为任天堂的掌机平台Game Boy制作了几款游戏，这期间诞生了像《巫师与武士》、《Captain Skyhawk》和《R.C. Pro-Am》等。 据Rare早期员工之一的Ste Pickford回忆：Rare在20世纪80年代末到90年代初那段时间里只是想趁那个机会尽可能多地制作游戏。 当下一代主机超级任天堂还在设想阶段时，Rare自己限制了《战斗蛙》系列推出新作的速度，并决定将在NES时期获得的重要利润投入到采购当时相当昂贵的硅谷图形公司工作站中。这一举措将Rare推向了当时全英国技术最先进的游戏开发商的位置，并在国际上也占有了一席之地。

### 任天堂时期（1994-2002）

Rare的"Rareware"商标的Logo。
(使用时间:1994年-2003年)

由于Rare在SGI系统上制作的3D图形的引起了时任任天堂開發第三部（R&D 3）部长竹田玄洋的注意。1994年，任天堂购入了Rare的49%的股权，两者建立了合作关系，Rare成为了任天堂旗下的一家游戏开发商，而任天堂成为其第二大股东。在这一时期，Rare将自己发行的游戏都加上了“Rareware”的商标以及新的標語“Rare: Designs on the Future”。凭借自己本身的开发实力，Rare一跃成为当时任天堂在欧美地区最重要的游戏开发团队之一；作为任天堂的对其能力的认可，任天堂提出让Rare从任天堂众多的游戏品牌中挑选出一个并使用电脑三维技术制作来做一款游戏。 斯坦珀兄弟挑选了大金刚来作为他们游戏的主角，而这款游戏便是超级任天堂平台上的初代《超級大金剛》（Donkey Kong Country，又譯作大金剛國度）。《超級大金剛》不仅获得了优秀的口碑，在全球范围内也热销超过800万套，成为所有超级任天堂平台游戏中的销量亚军。 《超級大金剛》在当时获得了几家媒体评选的“年度游戏”荣誉，在此之后Rare再接再厉又陆续开发了2款正统续作及几款掌机平台的外传作品，使得《超級大金剛》被打造成为了任天堂在欧美地区颇具人气的一个系列。 趁着在任天堂推出其新一代家用游戏机任天堂64之前的档期，Rare还制作一款同样使用了电脑三维技术的街机格斗游戏《杀手本能》（Killer Instinct），本作的街机筐体还是Rare自己设计完成的。
1996年开始在全球陆续发售的任天堂新一代家用主机——任天堂64（Nintendo 64）成为了令Rare获得举世瞩目的基石，任天堂64在当时作为性能最强劲的游戏主机，也为Rare日后能大展拳脚提供了空间。Rare为任天堂64制作的第一款游戏是《杀手本能2》的特别版《杀手本能 黄金版》（Killer Instinct Gold）；本作由《杀手本能2》的街机版移植到任天堂64平台，介于任天堂64依旧采用卡带作为游戏介质，本作在画面上不得不有所缩水以适配容量有限的卡带。本作在游戏内容上较街机版新增了团队战斗模式、练习及进阶练习模式、游戏隐藏要素，并且全部3D化了游戏中的所有场景（街机版使用的是景深贴图）；作为家用主机游戏，《杀手本能 黄金版》还增加了游戏选项菜单供玩家调节游戏时战斗时间、出血颜色、按键设定、音效设定以及管理“手柄包”（任天堂64手柄的扩展装置，提供额外的储存空间给游戏存档，《杀手本能 黄金版》利用该装置储存玩家的最高分数和游戏设定等数据）。游戏获得了《任天堂力量》在1996年颁发的『任天堂力量大奖』（Nintendo Power Awards）的最佳格斗竞赛游戏和最佳编码游戏，以及最佳多人游戏的第二名和最佳玩家操控游戏的第三名。
在1997年伊始，Rare又为任天堂64推出了《暴力推土机》（Blast Corps），这是一款以爽快著称的驾驶动作游戏。玩家通过驾驶各种各样的重型工程机械破坏摧毁地图上的建筑来为运送飛彈的卡车开道。游戏不像当时同时期的驾驶或竞速游戏所采用主流的追尾视角，而是采用了有一定角度的俯视视角；在同年稍候推出的《侠盗猎车手》初代也选择了类似的这种视角。《暴力推土机》在推出后不仅得到了媒体方面的好评，在商业上也获得了不小的成就；本作在发售后的一年间获得了接近100万套的销量，作为一个不到10个人团队开发在任天堂64平台上的作品，这算是一个不错的成绩。
接下来的Rare推出的作品是一部由电影改编的游戏，而这款游戏——《黄金眼007》可以说让第一人称射击游戏这一类型游戏在家用主机上达到了新的高度。在开发《暴力推土机》后，Rare将公司内部重新划分为几个不同的小组同时进行制作不同的项目。最初Rare计划重组后将规模最大的一个平台游戏项目优先发售，但是最后开发延期，使得他们不得得更改发售计划，将其替换为另一个规模稍小的项目，这就是。游戏改编自，项目由马丁·霍利斯负责，由一个经验欠缺的小组进行开发。受到世嘉的《VR战警》的影响，最初是一款轨道射击游戏；但之后开发组决定丰富游戏的玩法并将其改成第一人称射击游戏。像游戏中的潜入要素、爆头机制、手动上弹等要素都是第一次被引入到第一人称射击游戏类型之中，游戏在开发末期还加入了分屏多人游戏模式，允许最多4名玩家一同游戏。是Rare首次尝试第一人称射击类型，游戏在电影上映两年后游戏发售，并获得了业界极高的赞誉及不少奖项，游戏在全球范围内卖出超过800万份。
Rare之后以发行商的身份发行了自己的第一款游戏《迪迪刚赛车》。游戏以大金刚的世界观为基础，使用了系列中的角色，并像《马里奥赛车》那样是一款采用道具制的赛车游戏。本作的立项在《杀手本能2》完成后就开始了，最初的开发原型本来是一款山洞人为主角的即时战略游戏《Wild Cartoon Kingdom》，但是之后随着开发的深入，游戏被重新更改为赛车游戏《Pro Am 64》，作为Rare早年间在红白机上推出的《R.C. Pro-Am》续作。然而Rare方面因为原计划要在1997年圣诞节档期发售的《班卓熊大冒险》延期到1998年夏天，他们决定发售一款AAA级游戏来填补这个空档。由于Rare认为《Pro Am 64》的知名度不够足以吸引玩家的目光，于是决定将游戏更改为大金刚系列的一部衍生作品。《迪迪刚赛车》最终在1997年11月于任天堂64平台上发售。游戏发售后曾一度成为当时销量最快的电子游戏，并被吉尼斯世界纪录收录。游戏最终销量约为450万份，而游戏制作组仅有14人。《迪迪刚赛车》中玩家不仅可以操控大金刚系列中的角色，还有Rare当时还未发售的游戏《班卓熊大冒险》和《松鼠库克》中的角色。作为公司当时最具野心的作品《班卓熊大冒险》由制作过《超级大金刚2》的开发组负责。游戏最初的灵感来自于任天堂本社的《超级马里奥64》，并从华特迪士尼动画工作室的动画电影中汲取角色设计技巧。Rare希望游戏除了可以让青少年获得乐趣也能让年龄更小的孩童成为作品的受众。《班卓熊大冒险》最终在1998年6月发售，并在发售后获得业界的高度好评，同时收获了300万份的销量。其续作《班卓熊大冒险2》在2000年发售。
《松鼠库克的口袋传说》是Rare在Game Boy Color上制作的平台游戏，这是该系列的第一部作品，也是系列唯一一部以合家欢形式推出的游戏，相比之下系列的后续作品充满了成人要素。《坏松鼠库克的口袋传说》最初是计划作为《松鼠库克的探险》（Conker's Quest）的前导游戏，不过后来《松鼠库克的探险》在开发过程中先是被更名为《12传说：松鼠库克64》，之后开发又被推翻重新制作为《松鼠库克倒霉的一天》，并且也改变了游戏最初的设定；这使得《口袋传说》与系列之后的作品没有了任何关联。《松鼠库克的口袋传说》在1999年推出，仅仅受到业界的好坏参半的评价。
在《班卓熊大冒险》开发完成后，马丁·霍利斯立马开始了新项目的构思。最初的想法是延续的成功，继续制作007詹姆斯·邦德系列的改编游戏，他们将《明日帝国》作为了改编的蓝本，但是当时由于与版权方米高梅成为了合作伙伴，藝電（Electronic Arts）最后以高价收走了《明日帝国》及之后数部007的游戏改编权，这使得Rare不得不另想他招。在经过一段时间的重新修改，这个游戏被定名为《完美黑暗》，它继承了的游戏机制和玩法，采用了的引擎制作，并进行了更深度的改进，包括了增加高分辨率模式的选项、支持宽屏视频信号输出、杜比环绕声响，这让本作成为任天堂64上采用技术最先进的游戏之一，也使得玩家用户在游戏时必须额外购买并使用任天堂64的内存扩展卡。游戏围绕卡灵顿研究所的女特工乔安娜·达克展开，她需要阻止由竞争对手公司dataDyne策划的外星阴谋。游戏的开发没有一帆风顺，除了立项之初被抢走改编权，在游戏开发了14个月的时候，制作人马丁·霍利斯离开了开发组和Rare，他被招进美国任天堂参与当时代号为“海豚”的新一代游戏主机的研发。而在稍后的1998年末，将近制作组半数的成员也离开了Rare，成立了新的工作室Free Radical Design。这使得Rare不得不开始现招兵买马，这也使得最终《完美黑暗》的制作团队人数达到了开发时的3倍。游戏最终在2000年初夏发售，全球销量约为320万份，业界依然为本作给出高度评价，而游戏中的多个技术突破使得本作获得了该年份的多项技术相关的奖项。
虽然《完美黑暗》的开发曲折不断，但是并没有太影响Rare其他几个小组的游戏制作。在制作《完美黑暗》的3年里，Rare还制作发行了《喷射力量双子星》和《大金刚64》。两者都在1999年发售，《喷射力量双子星》是一款拥有动作冒险和清版射击要素的第三人称射击游戏，由开发了《暴力推土机》的小组负责，游戏受到了早前发售的《超级马里奥64》影响，并融合了《超级银河战士》、《毁灭战士》、《星球大战》、《异形》、《沙丘》等太空主题作品的一些元素。而《大金刚64》是系列正统作品中首个3D化的作品，也是首个需要任天堂64的内存扩展卡的游戏。玩家在游戏中需要操控大金刚营救被绑架的朋友们，在解救后玩家还可以操控这些角色。游戏包含了8大世界关卡和200个小关卡，不同于以往的《超级大金刚》游戏，本作可以让玩家在关卡的不同区域快速移动，还可以特定的木桶中交换改变所操控的角色。游戏作为任天堂在1999年年末商战时的头牌发售，任天堂也给予了大量的商业宣传。游戏最终成为任天堂的1999年圣诞档销量冠军，截至到2004年，游戏售出了超过230万份。游戏虽然在一些方面被指沿用了《班卓熊大冒险》的部分设计而受到批评，但总体上依旧获得了业界的很不错评价。同样是在1999年，任天堂与迪士尼签下了一份协议，由Rare负责制作几款由米老鼠担当主角的冒险游戏和赛车游戏，这便是在2000年发售的任天堂64游戏《米老鼠美国大赛车》和2001年发售的Game Boy Color上的《米老鼠赛车大冒险》。游戏采用了《马里奥赛车》和《迪迪刚赛车》的道具流派设计，玩家可以从米老鼠、唐老鸭、高飞、米妮、黛西等迪士尼经典角色里选择参加比赛，而赛道参考了美国的多个城市和名胜。任天堂64上的《米老鼠美国大赛车》没有获得业界的青睐，相对粗糙的品质使其在游戏评分综合网站GameRankings上的评价仅68% ；而GBC上的《米老鼠赛车大冒险》相较而言获得了更高一些的评价。
在《班卓熊大冒险》发售后，续集的制作便已经开始了。《班卓熊大冒险2》最初的内容是来自前作中未能加入的部分关卡和多人模式，随着游戏的开发，制作组一度曾希望增加一个双人对抗模式，让另一名玩家操控敌人角色，并在1P玩家进行游戏时阻碍他的进度；然而由于开发时间上的紧迫，该模式最终因为没有时间进行edbug测试而被删除。制作组还曾计划允许玩家把自己的《班卓熊大冒险》继承到续作中，并给予奖励；但是限于任天堂64的硬件限制，并没能成功，类似的功能直到2009年在Xbox Live上重新发售的版本中才加入，玩家可以使用在2008年于Xbox Live平台上发售的前作和本作产生互动和奖励。此外游戏还支持了任天堂64手柄上的外设--震动包。《班卓熊大冒险2》在2000年的E3游戏展上正式公布，并于同年11月发售。游戏继承了前作的优秀口碑，并也达到了和前作相近的商业成绩。但对于Rare来说本作与前作相近的表现没有满足Rare的期望。
《松鼠库克》是Rare另一个自己发展出的系列，游戏第一作《松鼠库克的探险》（Conker's Quest）最初在1997年的E3游戏展上公布，将登陆任天堂64平台；和《班卓熊大冒险》类似，主打合家欢的风格，允许两名玩家分屏操控库克和贝丽，分别以动作游戏和回合制战略游戏的方式进行游戏。但游戏原型被批评与《班卓熊大冒险》过于雷同，这让Rare在开发过程中调转方向，把游戏领向了更成人化的方向。这也让游戏不停地延期，从1998年一直到2001年才发售。游戏名称也从《松鼠库克的探险》变更为《12传说：松鼠库克64》再被推翻重做为《松鼠库克倒霉的一天》，在2000年时Rare宣布游戏将包含大量色情幽默而会成为一款限制级游戏，在游戏发售后，虽然因为优秀的画面素质和音响设计、出色的反差设计获得了业界的高评价，但是彼时的任天堂64已经处于生命周期的末期，并且因为游戏的分级被任天堂拒绝投入更多的宣传资源，游戏的商业成绩不算理想。游戏在北美由Rare自己发行，而在欧洲交由THQ发行。游戏在晚些时候被英国电影和电视艺术学院授予英国学院互动娱乐奖的声效大奖。
在结束《迪迪刚赛车》的开发后，Rare的另一个团队开始制作一款叫《恐龙星球》（Dinosaur Planet）的任天堂64游戏。不过在开发期间，任天堂的著名游戏制作人宫本茂要求团队将游戏变更修改，以《星际火狐》的世界观为任天堂的新主机任天堂GameCube制作一款游戏；这就是《星际火狐大冒险》。不像系列以前的作品，《星际火狐大冒险》将游戏场景从太空转向了星球表面，玩家将在游戏中扮演火狐·麦克劳德前为星球表面进行战斗。游戏采用开放性世界的设计，配以更强劲的机能，让游戏画面充满细节并且让环境更加动态。《星际火狐大冒险》作为Rare作为任天堂第二方为任天堂开发的最后一部游戏于2002年9月在北美和日本发售，11月在欧洲发售。在北美发售的第二天，美國科技公司微软正式收购Rare。

### 微软时期（2002-至今）

Rare在微软时期使用过的Logo。
(使用时间:2010年-2015年)

进入2000年代，随着游戏开发的成本越来越高，任天堂却没有向Rare提供更多的资金，同时也没有进一步收购公司的股份，这让公司的创始人斯坦珀兄弟感到费解，在日后接受采访时表示他们对任天堂并没有完全收购工作室感到讶异。随着资金压力的越来越大，Rare开始寻找潜在的买家。在2000年开始，来自美國的动视和微软的人不断前往这家位于莱斯特郡的游戏公司谈论收购事宜。最终Rare拒绝了动视的邀约而选择微软，2002年9月24日，微软宣布以3.75亿美元收购Rare。至此Rare成为了微软的第一方工作室，它将为Xbox开发游戏。而Rare此前为任天堂制作的游戏像《大金剛國度》系列和《星際火狐大冒險》等原任天堂游戏系列和游戏角色的版權賣给任天堂，而像《殺手本能》、《松鼠庫克》、《班卓熊大冒險》和《完美黑暗》等系列归为Rare自己所有。尚未发售的《迪迪剛賽車》新作亦因為迪迪刚已成為任天堂的角色而終止开发（並不是之後由任天堂發行的《迪迪剛賽車DS》，這是基於任天堂64平台《迪迪剛賽車》遊戲的重製版）。
在初代Xbox時期，製作了成為微軟旗下第一方工作室前就制訂企劃在2003年推出的《鬼屋大冒險》（最初是為任天堂GameCube開發，被微軟收購後改為Xbox平台）。同時重新製作過去旗下IP遊戲的作品，在X360時期製作了在2008年推出的《班卓熊大冒險：改造大作戰》及Xone初期在2013年推出的《新殺手本能》等遊戲。在X360中後期及Xone初期的投身體感遊戲製作，先後製作了在2010年推出的《Kinect 運動大會》及在2013年推出的《Kinect 運動大會對抗賽》等體感遊戲。在Xone中後期投入製作了在2018年推出的《盜賊之海》，作為長期經營向項目持續進行改良及更新遊戲內容。在2019年E3發布會公佈正在投入製作新的項目《EVERWILD 永恆荒野》其後確認為XSX/S的開發作品。2025年7月，微软宣布《EVERWILD》在内的多款游戏被取消开发。